# Ahmad Shah
Ahmad Shah (ur. 24 października 1930, zm. 22 maja 2019) – sułtan stanu Pahang w latach 1974–2019, król Malezji w latach 1979–1984.
Absolwent administracji publicznej, znany z licznych konfliktów z ministrami swego sułtanatu.  W okresie jego rządów trwało drugie powstanie malajskie i powstanie w Sarawaku, które na długie lata zdestabilizowały sytuację w kraju. W styczniu 2019 abdykował na rzecz syna Abdullaha.